# اوورتور غم‌انگیز (دورژاک)
اورتور تراژیک (غم‌انگیز) که (همچنین اورتور دراماتیک نیز نامیده می شود؛ یک موسیقی ارکسترال است که در سال ۱۸۷۰ توسط آهنگساز اهل چک، آنتونین دورژاک نوشته شده است. این اوورتور دورژاک برای اولین اپرای او، آلفرد است.
این قطعه اولین بار در ۴ ژانویه ۱۹۰۵، تقریبا یک سال پس از مرگ دورژاک اجرا شد.